# Aponogeton bruggenii
Aponogeton bruggenii är en enhjärtbladig växtart som beskrevs av Shrirang Ramchandra Yadav och Govekar. Aponogeton bruggenii ingår i släktet Aponogeton och familjen Aponogetonaceae. IUCN kategoriserar arten globalt som sårbar. Inga underarter finns listade.